# Microones
|  | No s'ha de confondre amb Forn microones. |

Amb el terme microones s'identifica a les ones electromagnètiques la freqüència de les quals és compresa entre 300 MHz i 300 GHz, i la corresponent longitud d'ona és d'1 m a 1 mm. Als senyals amb longitud d'ona en l'ordre dels mil·límetres se'ls anomena «ones mil·limètriques». Nogensmenys, les fronteres de les microones amb els infraroigs i les ones de ràdio d'alta freqüència són bastant arbitràries i s'utilitzen valors diferents en diverses aplicacions. A més, l'interval de microones més utilitzat en aplicacions s'acostuma a dividir en bandes determinades, que habitualment són les següents:
| Banda | Interval de freqüències |
| ----- | ----------------------- |
| L     | 1 a 2 GHz               |
| S     | 2 a 4 GHz               |
| C     | 4 a 8 GHz               |
| X     | 8 a 12 GHz              |
| Ku    | 12 a 18 GHz             |
| K     | 18 a 26 GHz             |
| Ka    | 26 a 40 GHz             |
| Q     | 30 a 50 GHz             |
| U     | 40 a 60 GHz             |
| V     | 50 a 75 GHz             |
| E     | 60 a 90 GHz             |
| W     | 75 a 110 GHz            |
| F     | 90 a 140 GHz            |
| D     | 110 a 170 GHz           |

## Generació
Les microones poden ser generades de diverses maneres, generalment dividides en dues categories: amb dispositius d'estat sòlid i amb dispositius basats en tubs de buit. Els dispositius d'estat sòlid per a microones es basen en semiconductors de silici o arsenur de gali, i inclouen transistors d'efecte camp (FET, field effect transistor), transistors d'unió bipolar (BJT, bipolar junction transistor), diodes Gunn i diodes IMPATT. S'han desenvolupat versions especialitzades de transistors estàndard per a altes velocitats, que són les utilitzades habitualment en aplicacions de microones.
Els dispositius basats en tubs de buit operen tenint en compte el moviment balístic d'un electró en el buit sota la influència de camps elèctrics o magnètics, entre els quals s'inclouen el magnetró, el klystron, els tubs d'ones viatgeres (TWT, travelling wave tube) i el girotró.

## Aplicacions
- Un forn microones usa un magnetró per produir microones a una freqüència d'aproximadament 2,45 GHz per a la cocció d'aliments. Les microones fan vibrar o rotar les molècules d'aigua, aquesta vibració crea calor que escalfa els aliments. Degut al fet que la matèria a escalfar té un alt contingut d'aigua, els aliments es poden cuinar fàcilment d'aquesta manera.
- Les microones també s'utilitzen en radiodifusió, ja que aquestes passen fàcilment a través de l'atmosfera amb menys interferència que altres longituds d'ona majors. També hi ha més amplada de banda en l'espectre de microones que en la resta de l'espectre de ràdio. Típicament, les microones són usades per a transmissió en noticiaris televisats per transmetre un senyal des d'una localització remota. Habitualment les companyies de comunicació de masses ho fan des d'una camioneta especialment equipada a una estació emissora de televisió o de ràdio.
- El radar també inclou radiació de microones per a detectar el rang, la velocitat i altres característiques d'objectes remots.
- Els protocols sense fil LAN, com Bluetooth i les especificacions IEEE 802.11g i b també usen microones en la banda ISM de 2,4 GHz, encara que l'especificació 802.11a usa una banda ISM a 5 GHz.
- La televisió per cable i l'accés a Internet per cable coaxial usen algunes de les freqüències més baixes de microones. Algunes xarxes de telefonia cel·lular també usen freqüències baixes de microones.